# Tiu Keng Leng (métro de Hong Kong)
Tiu Keng Leng (en chinois : 調景嶺, Jyutping : tiu4 ging2 ling5; pinyin : Tiáojǐnglǐng) est une station située à Tiu Keng Leng.
La mairie consiste en un échangeur entre la ligne « Tseung Kwan O » et la Kwun Tong. Elle se trouve entre les stations Po Lam et Yau Tong sur la ligne « Tseung Kwan O » et mène à la station Yau Tong station sur la Kwun Tong.